# Маслостанция
Маслостанция (гидравлическая насосная станция) – техническое устройство (система), преобразующее различные виды энергии в механическую энергию жидкости, и управляющее движением потока этой жидкости. Вид преобразуемой энергии (электрическая, механическая энергия жидкости или сжатого газа, химическая энергия топлива) зависит от типа первичного двигателя, входящего в состав маслостанции.

## Основные компоненты и их функции
В состав маслостанции входят следующие компоненты:
- Двигатель первичный — электрический, гидравлический, пневматический, двигатель внутреннего сгорания (бензиновый или дизельный). Предназначен для преобразования соответствующего вида энергии (электрической, механической энергии жидкости или сжатого газа, химической энергии топлива) в кинетическую энергию вращательного или поступательного движения.
- Насос гидравлический — шестеренный, пластинчатый, аксиально-плунжерный, радиально-плунжерный или плунжерный насос. Предназначен для преобразования кинетической энергии вращательного или поступательного движения в механическую энергию жидкости.
- Гидробак — металлическая или пластиковая ёмкость, содержащая рабочую жидкость, которая используется в основном для переноса энергии к исполнительному механизму — гидродвигателю (гидроцилиндру или гидромотору). Имеет встроенную горловину с фильтром для заправки рабочей жидкости.
- Трубопровод — система каналов, которая может состоять из рукавов высокого давления, металлических труб, плит модульного и стыкового монтажа. Служит для соединения гидравлического насоса с различного рода управляющей, регулирующей и распределяющей гидравлической аппаратурой. Обеспечивает передачу потока жидкости, нагнетаемой гидравлическим насосом к исполнительному механизму и её возврат в гидробак.
- Фильтр сливной — устройство, фильтрующее рабочую жидкость, которая возвращается от исполнительного механизма (гидродвигателя) в гидробак.

## Дополнительные компоненты и их функции
В зависимости от назначения и условий эксплуатации маслостанция может включать в себя следующие дополнительные компоненты:
- Фильтр всасывающий — устройство, фильтрующее рабочую жидкость, всасываемую гидравлическим насосом из гидробака.
- Фильтр напорный — устройство, фильтрующее рабочую жидкость, нагнетаемую гидравлическим насосом.
- Устройства управления давлением — предохранительные, перепускные, разгрузочные, редукционные и другие типы клапанов давления. Предназначены для управления давлением рабочей жидкости в системе или отдельных её контурах.
- Устройства управления потоком — дроссели, регуляторы потока и другие типы клапанов потока. Предназначены для управления потоком рабочей жидкости в системе или отдельных её контурах.
- Распределительные устройства — обратные клапаны, гидравлические распределители и другие типы распределительных клапанов. Предназначены для распределения потоков рабочей жидкости в системе или отдельных её контурах.
- Гидроаккумулятор — сосуд, способный накапливать энергию рабочей жидкости и отдавать её в нужный момент времени. Есть три типа аккумуляторов — грузовой (возврат энергии происходит за счет изменения потенциальной энергии груза), пружинный (за счет деформации пружины) и пневмогидравлический (за счет сжатия и расширения газа). Предназначен для питания системы в аварийных ситуациях, компенсации утечек, демпфирования пульсаций, гашения гидроударов и т. д.
- Теплообменник (маслоохладитель) — устройство, охлаждающее рабочую жидкость. Может быть воздушным или водяным.
- ТЭН (трубчатый электронагреватель) — устройство, предназначенное для нагрева рабочей жидкости. Устанавливается в гидробак.
- Манометр — визуальное устройство контроля давления рабочей жидкости в различных частях гидравлической системы. Может быть аналоговым (стрелочным) или цифровым (электронным).
- Датчики — элементы измерительного, сигнального, регулирующего или управляющего устройства системы, преобразующие контролируемую величину в удобный для использования сигнал. Используются для измерения давления, расхода, уровня и температуры жидкости в гидробаке, степени загрязненности фильтроэлементов.
- Реле — электромеханические устройства, предназначенные для коммутации электрических цепей при заданных изменениях электрических и неэлектрических входных величин. Используются два типа реле — реле давления (размыкает или замыкает электрическую цепь при достижении заданного давления) и реле уровня масла (размыкает или замыкает электрическую цепь при достижении заданного уровня масла в гидробаке).
- Панель управления — панель с установленными элементами управления маслостанцией, приборами контроля и индикации. Может быть с механическим или сенсорным (тактильным) управлением. Может устанавливаться как непосредственно на маслостанцию, так и отдельно от неё.
- Пульт управления — устройство удаленного управления гидравлической аппаратурой маслостанции (клапанами давления, потока, гидрораспределителями и т. д.). Может быть ножным (педаль) или ручным. Подключается к маслостанции посредством электрического кабеля или по радиоканалу (при установке на маслостанцию блока радиоуправления).

## Принцип действия
Первичный двигатель (например, электродвигатель) посредством муфты передает момент вращения гидравлическому насосу. Рабочая жидкость, всасывается насосом из гидробака через всасывающий фильтр, затем подается по трубопроводу в управляющую и распределительную гидроаппаратуру и далее к исполнительному механизму. После выполнения работы рабочая жидкость через трубопровод и сливной фильтр возвращается в гидробак.

## Основные технические характеристики
- Номинальное рабочее давление, МПа (мегапаскаль) —  наибольшее избыточное давление, при котором маслостанция должна работать в течение установленного срока службы с сохранением параметров в пределах установленных норм.
- Номинальная подача, л/мин (литры в минуту) — наибольший объём жидкости, нагнетаемый гидравлическим насосом (или группой насосов) маслостанции за единицу времени.
- Полезный объём гидробака, л (литр) — максимальное количество рабочей жидкости, содержащейся в гидробаке, которое может быть использовано для выполнения работы в гидравлической системе.
- Мощность приводного (первичного) двигателя — измеряется в кВт (киловатт) или л. с. (лошадиная сила) — количество выполняемой работы двигателя за единицу времени.

## Типы маслостанций
Маслостанции делятся:
1. По конструктивному исполнению:
  - неподвижная[1] или мобильная — смонтированная в едином корпусе и/или раме, имеющая ручки для переноски или проушины для строповки, может оснащаться колесами или полозьями;
  - стационарная (насосный гидравлический модуль) — монтируемая поагрегатно в специальном помещении или непосредственно на оборудовании;
  - самоходная — смонтирована на самоходном шасси, в качестве привода которого может использоваться гидросистема маслостанции.
2. По типу приводного (первичного) двигателя:
  - с электроприводом;
  - с гидроприводом;
  - с пневмоприводом;
  - с дизельным приводом (ДВС);
  - с бензоприводом (ДВС).
3. По номинальному давлению:
  - низкого (до 16 МПа)
  - среднего давления (до 40 МПа);
  - высокого давления (до 150 МПа);
  - сверхвысокого давления (свыше 150 МПа).

## Область применения
Маслостанции в основном предназначены для обеспечения гидравлической энергией гидравлического инструмента и оборудования:
- статического гидроинструмента;
- систем гайковертов и электромонтажного инструмента;
- динамического гидроинструмента;
- строительного и железнодорожного оборудования;
- шламовых помп;
- бурового оборудования;
- прессов и термопластавтоматов;
- систем управляемого подъёма и перемещения крупногабаритных, многотоннажных объектов и конструкций;
- испытательных стендов;
- различного технологического оборудования.

Могут также использоваться:
- для подачи жидкой смазки в ответственные узлы машин и оборудования для смазывания и охлаждения;
- для перекачки, очистки и фильтрации масел и жидкостей на их основе;
- для испытания гидроцилиндров, гидромашин, гидроаппаратуры, ёмкостей и трубопроводов.